# Ovaler Wassertreter
Der Ovale Wassertreter (Peltodytes caesus) ist ein Käfer aus der Familie der Wassertreter (Haliplidae). 

## Merkmale
Die Käfer erreichen eine Körperlänge von 3,5 bis 4 Millimetern. Ihr Körper ist kurz oval und gewölbt. Er ist schmutzig rotgelb gefärbt, die Punkte sowie mehrere Flecken auf den Deckflügeln und ein mittiger Makel auf der Mitte der Flügeldeckennaht sind schwärzlich gefärbt. Der Kopf ist klein, die Stirn ist schmäler als die Breite eines Facettenauges. Der Halsschild ist nach vorne stark konisch und gerade verjüngt und ist vor der Basis mit einer gebuchteten Querreihe von größeren Punkten versehen. Die Deckflügel sind eineinhalb mal so lang wie breit. Ihre groben, nach hinten feiner werdenden Punktreihen liegen eng aneinander. Basal haben die Deckflügel eine Querreihe grübchenartiger Punkte.

## Vorkommen und Lebensweise
Die Art ist in Europa, Nordafrika und Syrien verbreitet. Sie ist in Mitteleuropa überall verbreitet und nicht selten bis häufig. Die Tiere leben zwischen Wasserpflanzen in stehenden Gewässern.